# Combitubus
Ein Combitubus (Herstellerbezeichnungen Combitube oder modifiziert Easytube) ist ein Hilfsmittel zur Atemwegssicherung und vereinigt, bestehend aus zwei Hohlsonden, die Funktionen eines Ösophagusverschlusstubus und eines Endotrachealtubus. Er stellt eine Alternative zur endotrachealen Intubation dar und wird vor allem in Notfällen eingesetzt, wenn letztere nicht gelingt. In diesem Rahmen ist die Anwendung in den Richtlinien verschiedener medizinischer Fachgesellschaften vorgesehen, wie etwa bei der Reanimation. Im klinischen Routinebetrieb der Anästhesie spielt der Combitubus hingegen keine Rolle. Er wurde 1987 in Wien entwickelt.

## Aufbau

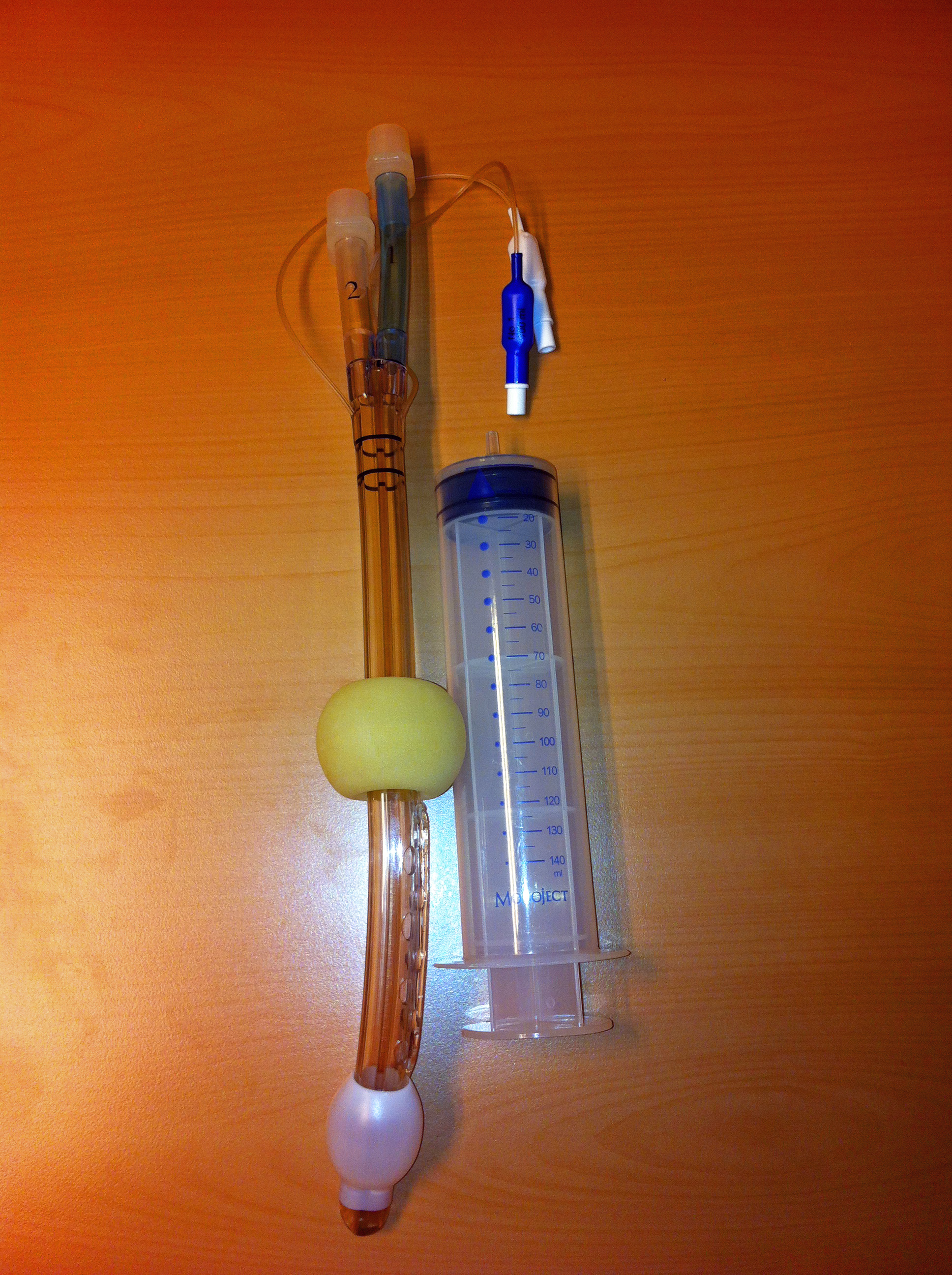
Combitubus

Der Combitubus besteht wie der Endotrachealtubus aus einem an beiden Enden geöffneten Schlauch aus flexiblem Kunststoff. Er beinhaltet jedoch im Gegensatz zu diesem zwei Lumen und ist mit zwei Cuffs (Blockmanschetten zum Abdichten) versehen, die sich einzeln aufblasen lassen. Der obere, proximale Cuff umgibt den Tubus etwa in der Mitte, während der untere (distale) am Ende angebracht ist. Zwischen den Cuffs endet das proximale Lumen, unterhalb des unteren das distale Lumen. An diese können am äußeren Ende des Tubus jeweils Beatmungsgeräte angeschlossen werden.

## Funktionsweise
Der Combitubus wird in Neutralposition des Kopfes in den Mund- und Rachenraum eingeführt, bis eine Ringmarkierung zwischen den Zahnreihen zu liegen kommt. Für gewöhnlich (über 95 % der Fälle) befindet sich die Spitze dann in der Speiseröhre (Ösophagus), in weniger als 5 % der Fälle in der Luftröhre (Trachea). Der untere Cuff befindet sich so ebenfalls in Ösophagus oder Trachea, der obere im Rachenbereich. Nach dem Blocken zunächst des oropharyngealen (mit etwa 100 ml Luft) und dann des distalen Cuffs (mit etwa 10 ml) lässt sich so in den meisten Fällen über das proximale Lumen beatmen, da die Luft, nach oben und unten durch die Cuffs abgedichtet, durch den Kehlkopf in die Lunge strömen kann. In den Fällen, in denen der Tubus direkt in der Trachea liegt, kann über das distale Lumen beatmet werden, Lage und Funktion entsprechen dann einem Endotrachealtubus. Das geeignete Lumen muss klinisch (Atemgeräusche über der Lunge) und technisch (Kapnometrie, spezielles oesophageal detector device) identifiziert werden.
Aufbau und Funktion des Combitubus ähneln dem Larynxtubus. Auch dieser wird ohne Hilfsmittel eingeführt, kommt aber aufgrund seiner Bauweise nahezu immer im Ösophagus zu liegen. Er besitzt deshalb nur ein Lumen, das zwischen beiden Cuffs endet.

## Risiken
Der Einsatz des Combitubus ist anspruchsvoll. Durch ein zu tiefes Einführen kommen beide Öffnungen im Ösophagus zu liegen und eine Beatmung ist unmöglich. Daneben kommt häufig auch eine Verwechslung der Adapter vor.
Auch bei korrekter Lage können Komplikationen auftreten. Das häufigste Problem ist eine Aspiration von Mageninhalt mit folgender Lungenentzündung, da die Abdichtung durch den Cuff im Ösophagus oft insuffizient ist. Auch Verletzungen des Mundraumes, Kehlkopfes oder des Ösophagus sind möglich, wobei es zu einem Pneumothorax und Hautemphysem kommen kann.